# 迪爾克里克鎮區 (愛荷華州韋伯斯特縣)
迪爾克里克鎮區（英語：Deer Creek Township）是位於美國愛荷華州韋伯斯特縣的一個行政鎮區。

## 地方資料
根據2010年美國人口普查的數據，迪爾克里克鎮區的面積為88.76平方千米，當中陸地面積為88.32平方千米，而水域面積為0.44平方千米。當地共有人口429人，而人口密度為每平方千米4.83人。